# اپرا وینفری
اپرا گِیل وینفری (به انگلیسی: Oprah Gail Winfrey) (زادهٔ ۲۹ ژانویه ۱۹۵۴ در می‌سی‌سی‌پی) تهیه‌کننده، هنرپیشه، مجری، خیرخواه، برندهٔ جایزه اسکار و کاندیدای جایزه گلدن گلوب و بفتا و از مشهورترین و مطرح‌ترین مجریهای تلویزیونی آمریکا و جهان است.
اپرا وینفری به عنوان ثروتمندترین آمریکایی آفریقایی‌تبار قرن بیستم رتبه‌بندی شده است. او فعالیت‌های زیادی در زمینه‌های مختلف انسان‌دوستانه انجام داده و بزرگ‌ترین خیّر و نیکوکار سیاه‌پوست در تاریخ آمریکا به‌شمار می‌رود. او برای مدتی، تنها میلیاردر سیاه‌پوست جهان بوده است و بر اساس برخی ارزیابی‌ها، بانفوذترین زن در جهان محسوب می‌شود. وی در میان قدرتمندترین افراد جهان در رتبهٔ ۴۵ قرار دارد و از چنان نفوذ چندجانبه‌ای در میان افکار عمومی آمریکا برخوردار است که با حمایت و جهت‌گیری خود می‌تواند یک کتاب یا رئیس‌جمهور را در این کشور به موفقیت برساند.
او تاکنون در کارهای فراوانی فعالیت داشته است، اما مهم‌ترین کار وی برنامهٔ تلویزیونی «اپرا» است. این برنامه بالاترین برنامه در نوع خود در تاریخ شناخته شده است که از سال ۱۹۸۶ تا ۲۰۱۱ پخش می‌شد.

## زندگی
اپرا وینفری در ۲۹ ژانویه ۱۹۵۴ در می‌سی‌سی‌پی، از مادری نوجوان به دنیا آمد. مادرش ورنیتا لی ۱۸ ساله خدمتکار بود. پدرش ورنن وینفری ۲۰ ساله در ارتش خدمت می‌کرد. تا ۶ سالگی نزد مادربزرگش در روستایی در می‌سی‌سی‌پی زندگی کرد. با کمک مادربزرگ توانست در کودکی خواندن و نوشتن را بیاموزد او در ۳ سالگی انجیل و سرودهای مذهبی در کلیسا را از حفظ می‌خواند.
۶ تا ۱۲ سالگی را با مادرش در میلواکی گذراند. ۹ ساله بود که مردی از اقوام به او تجاوز کرد و مدتی بعد هم مورد آزار جنسی دوست مادر و اقوام دیگر قرار گرفت. هر چند از درون رنج می‌برد اما هرگز این مسائل را باکسی در میان نگذاشت. مادرش تصمیم داشت او را به کانون اصلاح و تربیت بفرستد، ولی شانس با اوپرا یار نبود و ظرفیت مدرسه تکمیل بود. دیگر راهی نبود جز اینکه با پدرش زندگی کند. به همین دلیل در سال ۱۹۷۱ نزد پدرش در نشویل رفت.
او در سال ۱۹۶۷ از خانه گریخت. در سال ۱۹۶۸ در پی آزارهای جنسی در ۱۴ سالگی باردار شد ولی بچه خود را از دست داد و پسری مرده به دنیا آورد. مرگ فرزند برای او ضربه سختی بود ولی با خود عهد کرد که زندگی‌اش را تغییر دهد. پدر هم تصمیم گرفت با انضباط و سخت‌گیری به او کمک کند تا بتواند زندگی‌اش را دگرگون کند. او تحصیلاتش را ادامه داد و پدرش او را تشویق می‌کرد که همیشه بهترین باشد. اوپرا مجبور بود هفته‌ای یک کتاب بخواند و مطلبی دربارهٔ آن بنویسد.
در ۱۷ سالگی گزارشگر رادیو نشویل شد. برای اینکه بتواند به کار در رادیو و تلویزیون ادامه دهد، برای تحصیل به دانشگاه تنسی رفت و در رشته هنرهای نمایشی و ارتباط کلامی مشغول به تحصیل شد و همزمان، به‌طور نیمه وقت در رادیو محلی مشغول به کار شد.

## آغاز فعالیت

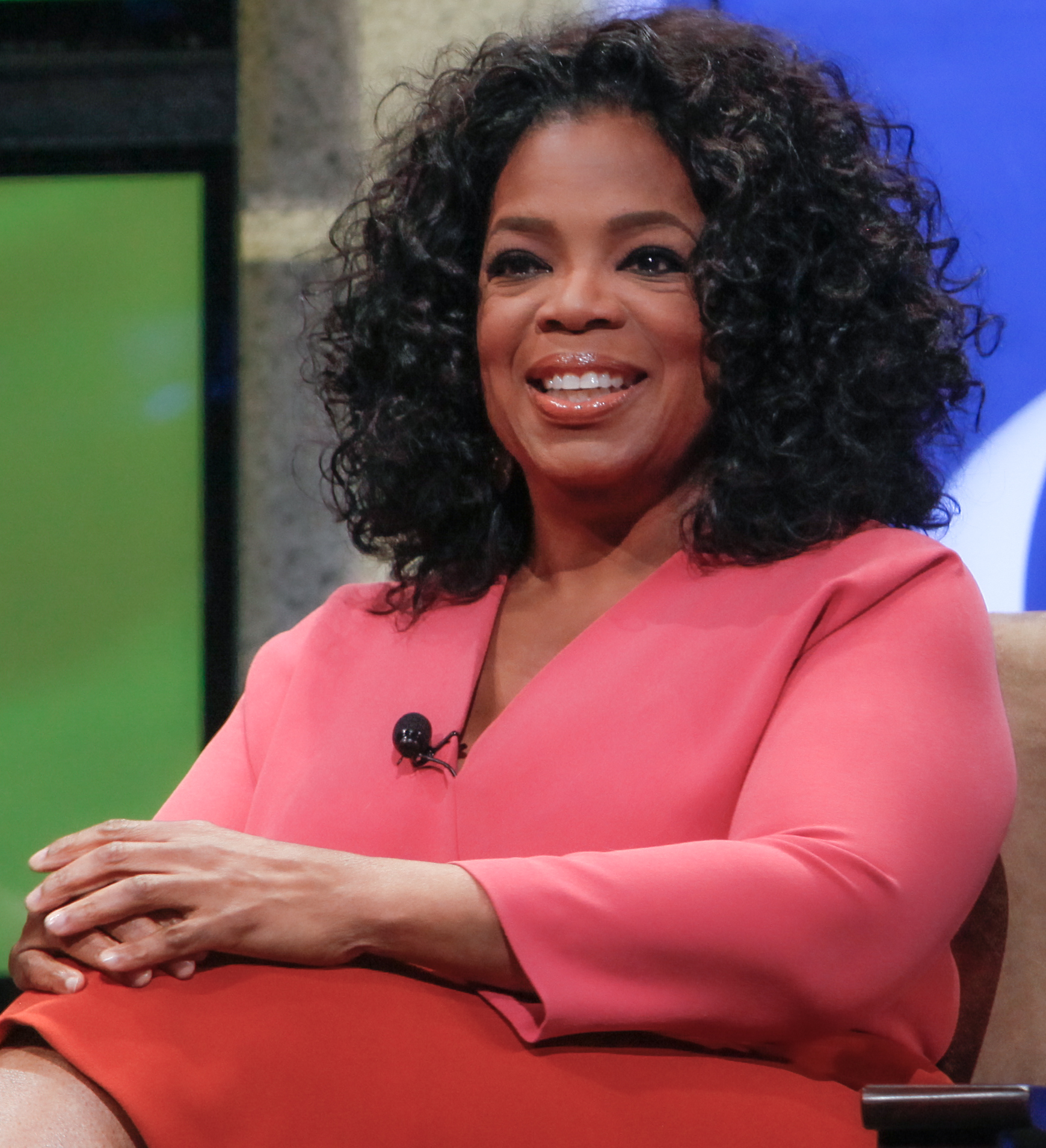
اپرا در برنامه‌ی تلویزیونی کابلی در سال ۲۰۱۱

در همان نخستین سال تحصیل در دانشگاه دو جایزه برای دو نمایش به او تعلق گرفت. در ۱۹۷۶ مجری خبر تلویزیونی در بالتیمور شد. در ۱۹۷۸ علاوه بر گزارشگری و گویندگی به اجرای یک برنامه تلویزیونی هم پرداخت که بسیار موفقیت‌آمیز بود. سپس در ۱۹۸۳ به اجرای برنامه صبحگاهی ای ام شیکاگو پرداخت. این برنامه با برنامه پرطرفدار دانا هیو رقابت می‌کرد و در ظرف کمتر از یک سال به یکی از پرطرفدارترین برنامه‌ها تبدیل شد. این برنامه پس از گسترش در سپتامبر ۱۹۸۵ به «شوی اپرا وینفری» تغییر نام داد.
او در همان سال ۱۹۸۵ در فیلم رنگ ارغوانی که بر اساس رمان الیس واکر به کارگردانی استیون اسپیلبرگ ساخته می‌شد بازی کرد و برای بازی در نقش مکمل فیلم، نامزد جایزه اسکار شد و همچنین از او برای بازی در فیلم پسر بومی قدردانی شد.
در سال ۱۹۸۶ نخستین برنامه اپرا به صورت سراسری در آمریکا پخش شد. او همچنین در فیلم پیشخدمت بازی کرده است.

## برنامه تلویزیونی اپرا
شوی تلویزیونی اپرا از سال ۱۹۸۶ تا ۲۰۱۱ به مدت ۲۵ سال پخش شد و در سال‌های آخر در ۱۴۵ کشور جهان پخش می‌شد. این برنامه تغییرات بنیادینی در ژانر گفتگوهای تلویزیونی ایجاد کرد و سبب شد که وینفری یکی از اثرگذارترین زنان در آمریکا و نیز ثروتمندترین زن سیاه‌پوست در جهان شود.
به گفتهٔ خود اپرا، وقتی اولین برنامه‌اش را اجرا می‌کرد، فقط خوشحال بود که در تلویزیون برنامه دارد. در سال ۱۹۸۶ پس از کمتر از یک سال نخستین برنامه «اپرا» به صورت سراسری در آمریکا پخش شد و به زودی برنامهٔ اپرا به موفق‌ترین برنامهٔ میزگرد تلویزیونی تبدیل شد.

اپرا می‌گوید:
 در ابتدا هدفم از اجرای این برنامه این بود که به وسیله رسانه تلویزیون بتوانم مردم را تشویق کنم به آن‌ها روحیه داده و سطح آگاهی آن‌ها را بالا ببرم اما اکنون مأموریتم این است که زندگی دیگران را دگرگون کنم و به آن‌ها کمک کنم تا خودشان را جور دیگر ببینند و برای آن‌ها شادی و رضایت خاطر به ارمغان آورم.
شوی اپرا وینفری در کمتر از یک سال به یک برنامه سراسری، زنده و درجه یک تبدیل شد. در ژانویه ۱۹۸۷ سه جایزه امی به او تعلق گرفت. جایزه بهترین اجرا، کارگردانی و برنامه گفتگو. سال بعد دوباره این موفقیت تکرار و جایزه گوینده سال به اپرا اهدا شد. او در میان تمام زنانی که تا آن تاریخ آن جایزه را دریافت کرده بودند از همه جوان‌تر بود. تاکنون ۳۴ جایزه امی به اپرا اهدا شده علاقه او به بازیگری او را تشویق کرد که در سال ۱۹۸۶ مؤسسه فرهنگی هنری هارپو را تأسیس کند. هارپو یکی از بزرگ‌ترین تولیدکنندگان برنامه‌های تلویزیونی است. در سال ۱۹۸۸ جایزه موفقیت در زندگی به او اهدا گردید.
وینفری که در کودکی و نوجوانی زندگی تلخ و سختی را پشت سر گذاشته است و از پیشکسوت‌های برنامه‌های اعترافی به‌شمار می‌آید. برنامه‌هایی که در آن مصاحبه‌شوندگان با صداقت تمام از تجربیات زندگی خود حرف می‌زنند. او از کسانی بود که مسائل تلخ اجتماعی همچون افسردگی و سوءاستفاده از کودکان را در برنامه‌اش مطرح کرد. علاوه بر این «برنامه اپرا وینفری» محل حضور افراد مشهور و سیاستمداران صاحب‌نام بود، حتی گاهی در این برنامه‌ها، ستاره‌ها و سیاستمداران از اشتباهاتی که مرتکب شده بودند از بینندگان عذرخواهی کردند.

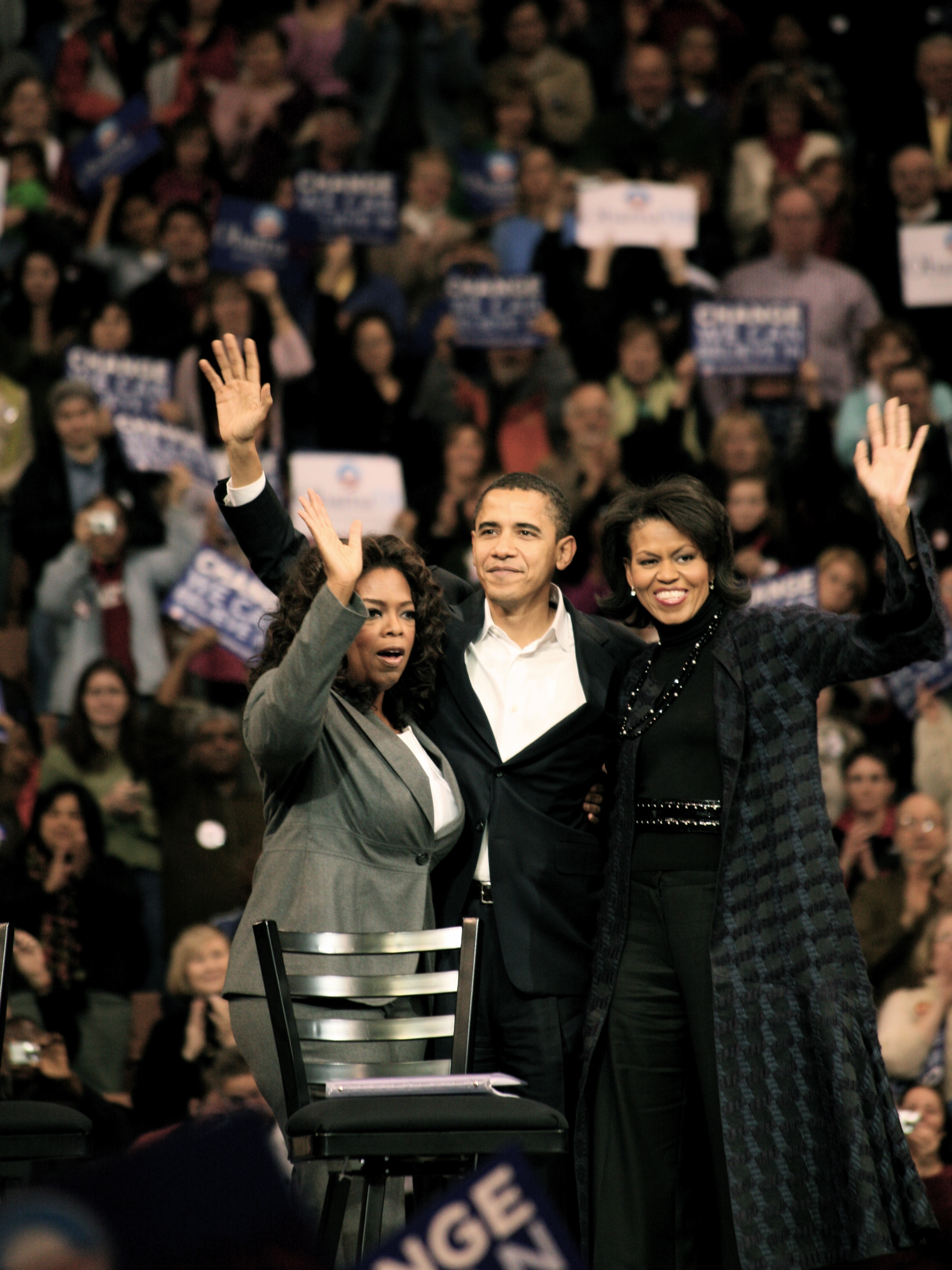
اپرا وینفری در کنار باراک و میشل اوباما در دسامبر ۲۰۰۷. او در انتخابات سال ۲۰۰۸ ریاست جمهوری آمریکا از باراک اوباما حمایت کرد و این در موفقیت او بی‌تاثیر نبود.

او با نام ملکه میزگرد روزها مشهور شد؛ و با اجرای برنامه‌های رده بالا از جمله تهیهٔ فیلم موزیکال رنگ بنفش و برنامهٔ دکتر فیل و ریچل ری بیش از ۲۶۰ میلیون دلار درآمد کسب کرد.
در یکی از برنامه‌های سال ۲۰۰۴، وینفری به تمام ۲۷۶ مخاطب حاضر در سالن یک اتوموبیل هدیه کرد. همچنین در بیست و پنجمین و آخرین سری برنامهٔ خود، روی صحنه با جان تراولتا رقصید و تمام حاضران در آن برنامه را به سفر به استرالیا مهمان کرد. از دیگر لحظه‌های به یاد ماندنی در این سری برنامه‌ها، گفتگوی او با باراک و میشل اوباما، جورج بوش، رئیس‌جمهور سابق آمریکا و خانواده مایکل جکسون بود.
آخرین برنامه اپرا وینفری، پس از ۲۵ سال کار مداوم، روز چهارشنبه ۲۵ مه ۲۰۱۱ پخش شد. در آخرین برنامه که در مقابل چشم ۱۳۰۰ نفر برگزار شد، بخش‌هایی از سخنان تام کروز، آرتا فرانکلین، تام هنکس و استیوی واندر دربارهٔ اپرا وینفری پخش شد.

او در آخرین برنامه شوی خود در اواخر برنامه یک ساعته‌ای که اجرا کرد به ریشه خودش و زندگی در می‌سی‌سی‌پی اشاره کرد و گفت: 
 اتفاقی نیست که دختر تنهای کوچکی که محبتی ندید، حتی بااینکه والدین و پدربزرگ و مادربزرگش تمام تلاش خود را کردند… اتفاقی نیست که من وقتی بزرگ شدم مورد محبت، مهربانی، اعتماد و تأیید میلیون‌ها نفر از سراسر جهان قرار بگیرم.

## شبکه OWN
اپرا وینفری در نوامبر سال ۲۰۰۹ اعلام کرد برنامه‌اش پس از ۲۵ سال پایان می‌یابد. او چند سال بر روی برپایی شبکه خودش متمرکز بود، این شبکه در ماه ژانویه ۲۰۱۱ راه‌اندازی شد. این شبکه بیست و چهار ساعته به پخش برنامه‌هایی در حوزه سبک زندگی می‌پردازد.
این شبکه که OWN، یا شبکه اپرا وینفری نام دارد، حاصل سرمایه‌گذاری مشترک با شبکه دیسکاوری است.

## فعالیت‌های نیکوکاری
خاطرات آزارهای جنسی دوران کودکی، اپرا را برانگیخت که از ۱۹۹۱ قبل از اینکه کمیسیون قضایی سنای آمریکا قانون حمایت کودکان را تصویب کند برای ایجاد پایگاه اطلاعاتی از محکومان آزارهای جنسی کودکان شروع به فعالیت کند.
او همچنین با پخش برنامه زنده‌ای به نام «باشگاه کتابخوانان» یا «باشگاه کتاب اپرا» به صنعت چاپ و نشر هم خدمت کرده است. معرفی هر کتاب در این برنامه با تضمین فروش بالا روبه‌رو بوده است. این باشگاه تقریباً دو میلیون نفر عضو دارد. در سال ۱۹۹۹ بنیاد ملی کتاب برای قدردانی از او مدال طلا به او اهدا کرد اما او تصمیم گرفت که باشگاه را تعطیل کند با این فرض که یافتن کتاب جذاب کار مشکلی است. چند سال بعد از تعطیلی باشگاه بیش از ۱۰۰ نویسنده از جمله جومپا لاهیری و جین اسمایلی در نامه‌ای سر گشاده از او خواستند تا بار دیگر کتاب‌های معاصر را در برنامه تلویزیونی خود معرفی کند تا از افت فروش کتاب‌ها جلوگیری شود. اپرا در مصاحبه‌ای اعلام کرد که تصمیم گرفته در دوره جدید برنامه به معرفی کتاب‌های غیر داستانی بپردازد و در نهایت با معرفی رمان کلاسیک آناکارنینا اثر تولستوی در برنامه‌اش به عنوان بهترین عاشقانه‌های تاریخ این رمان را به صدر پرفروش‌ترین رمان سال رساند.
اپرا همچنین در شبکه‌ای مختص زنان (oxygen media) فعالیت هنری دارد وی در سال ۲۰۰۰ در شبکه operaangel جایزه ۱۰۰ هزار دلاری برای افرادی که زندگی خود را صرف بهبود زندگی دیگران می‌کنند اختصاص داد.
اپرا با اهدای ۱۰ میلیون دلار به ساخت مدرسه‌ای کمک کرد این مدرسه در مرتون انگلیس می‌باشد و مدرسه مختص به افرادی است که استطاعت مالی ندارند.
مؤسسه خیریه اپرا با هدف توانمندسازی آموزش و تأمین سلامت و رفاه زنان و کودکان فقیر در سراسر دنیا تأسیس شده است. این مؤسسه خیریه به مواردی از این دست می‌پردازد:
1. میلیون‌ها دلار صرف بهبود آموزش دانش‌آموزان
2. اعطای بورس تحصیلی
3. تلاش‌های بشر دوستانه

۴. اهدا و تأمین غذا، لباس، کفش، لوازم‌التحریر، اسباب بازی و کتاب به بچه‌های آفریقایی او به این منظور در دسامبر ۲۰۰۲ به آفریقا رفت
1. اهدای مدرسه نظامی برای دختران
2. تأسیس مدرسه برای دختران در آفریقای جنوبی

## تأثیرات

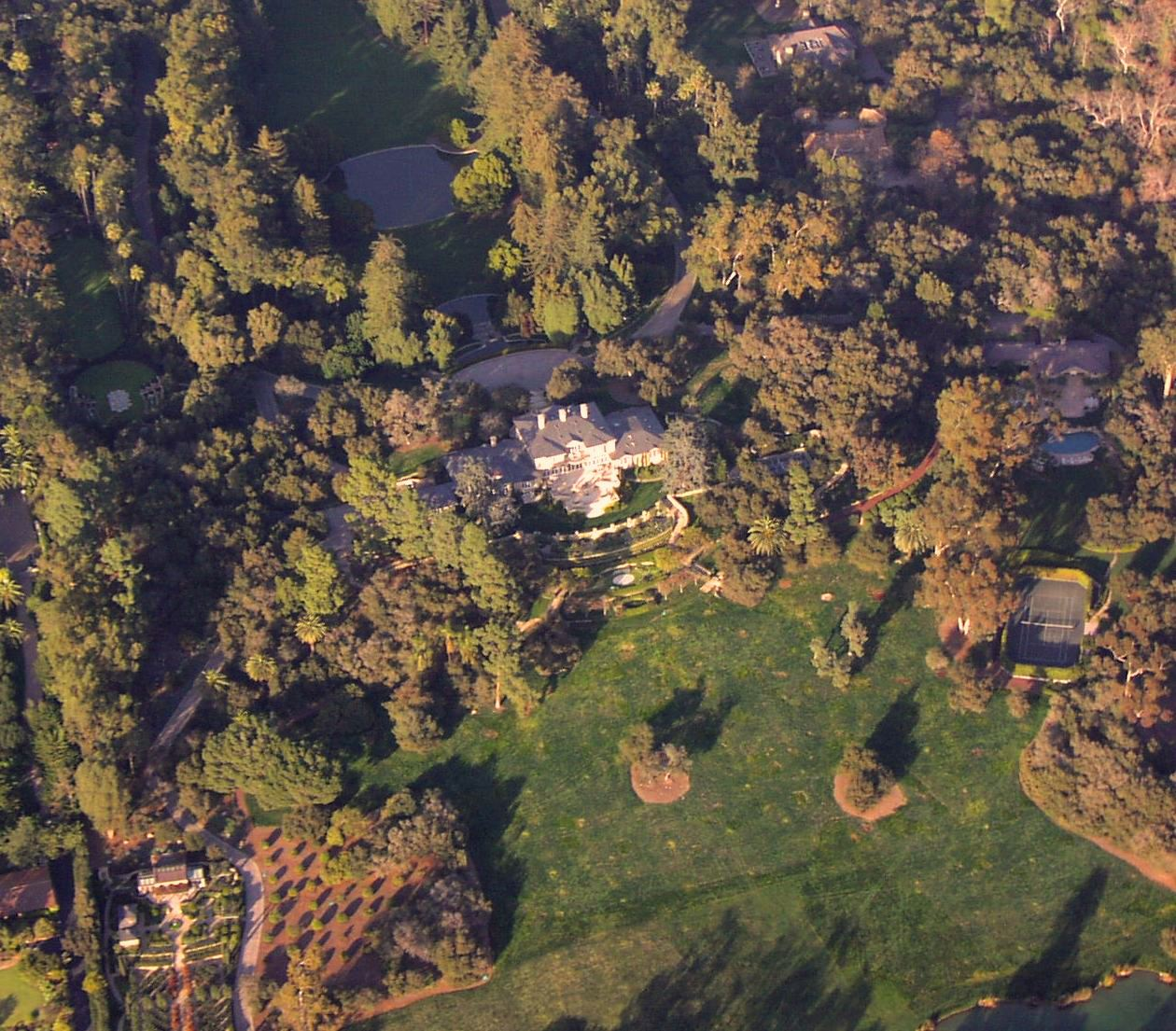
خانهٔ عظیم اپرا وینفری در مونتسیتو، کالیفرنیا

اپرا وینفری به عنوان یکی از اثرگذارترین زنان جهان شناخته می‌شود و برخی ارزیابی‌ها او را با نفوذترین زن در جهان شمرده‌اند. مجله تایم اپرا وینفری را یکی از ۱۰۰ شخصیت بانفوذ قرن بیستم معرفی کرده است. وی در میان قدرتمندترین افراد جهان در رتبه ۴۵ قرار دارد و از چنان نفوذ چند جانبه‌ای در میان افکار عمومی آمریکا برخوردار است که با حمایت و جهت‌گیری خود می‌تواند یک کتاب یا رئیس‌جمهور را در این کشور به موفقیت برساند. وی محبوب‌ترین شخصیت تلویزیونی آمریکا و یکی از ثروتمندترین تهیه‌کنندگان است.
اپرا درآمدی افسانه‌ای داشته و ثروتمندترین آمریکایی آفریقایی‌تبار قرن بیستم است.
او اولین بیلیونر سیاهپوست در جهان است. ثروت اپرا ۲/۴ میلیارد دلار است. درآمد او در سال ۲۰۱۰ میلادی ۳۱۵ میلیون دلار بوده است و این بیشترین درآمد در بین برنامه‌های تلویزیونی آمریکایی به نقل از مجلهٔ فوربس است.
به گفتهٔ مجلهٔ بیزنس ویک (Business Week) اپرا بزرگ‌ترین خیر و نیکوکار سیاه‌پوست در تاریخ کشور آمریکا است. او در فعالیت‌های بشر دوستانه متعدد و گسترده‌ای مشارکت دارد.
او همچنین نویسنده چند کتاب روان‌شناسی است که معروفترین آن با عنوان what happened for you می‌باشد که در ایران با عنوان «چه اتفاقی برای شما افتاد» منتشر شده است.

## جوایز و افتخارات

### جایزه اسکار
- ۱۹۸۶: کاندیدای جایزه اسکار بهترین بازیگر نقش مکمل زن: رنگ ارغوانی
- ۲۰۱۱: جایزه بشردوستانه ژان هرشولت
- ۲۰۱۵: نامزد جایزه اسکار بهترین فیلم: سلما

### جایزه گلدن گلوب
- ۱۹۸۶: کاندیدای جایزه گلدن گلوب بهترین بازیگر نقش مکمل زن: رنگ ارغوانی

## فیلم‌شناسی (به عنوان هنرپیشه، مجری، تهیه‌کننده)
- محبوب
- تار شارلوت
- فیلم زنبور
- شاهدخت و قورباغه
- سرخدمتکار
- سلما
- گرین لیف
- ستاره
- چین‌خوردگی در زمان
- سرگذشت ندیمه
- پخش زنده شنبه شب
- شوی اپرا
- کدبانوهای وامانده
- سیزده یار اوشن
- ۳۰ راک
- سسمی استریت
- دیوید و لیسا
- سه‌شنبه‌ها با موری
- مناظره‌کنندگان بزرگ
- دکتر آز
- گرانبها
- صد قدم راه
- وقتی آنها ما را می‌بینند
- پسر بومی